# Paderborn
Paderborn (pronunciación en alemán: /paːdɐˈbɔʁn/ⓘ) es una ciudad alemana en el estado federado de Renania del Norte-Westfalia. Es capital del distrito de Paderborn y cuenta con más de 150 000 habitantes. Está situada en la fuente misma del río Pader. Paderborn es el sede de la archidiócesis de Paderborn.

## Historia

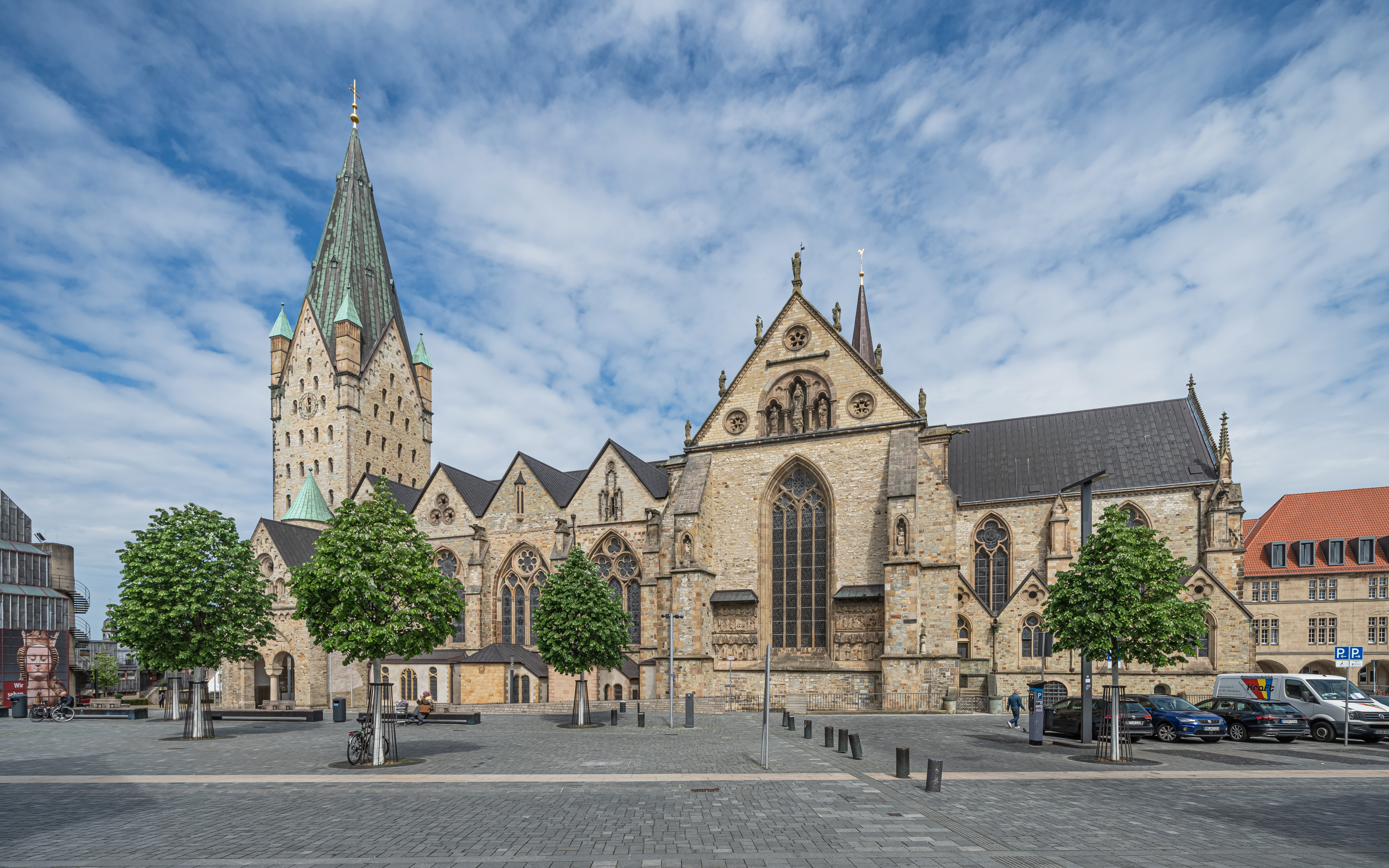
Catedral de Paderborn

- Origen: Nace en el lugar donde 200 fuentes manaban en el mismo corazón de la ciudad, dando lugar al nacimiento del río Pader, que después de un curso de solo 4 km desemboca en el río Lippe y es considerado el río más corto de Alemania. Carlomagno, gran amante de los baños, iba a la ciudad a tomarlos.
- 777, Carlomagno organizó la primera asamblea de los príncipes del Imperio franco en el territorio de los sajones en Paderborn.
- 799, la  diócesis de Paderbon o Paderborn fue oficialmente fundada con motivo del reencuentro entre Carlomagno y León III. En dicha ocasión se habló de manera preliminar acerca de coronar al emperador Carlomagno.

## Economía
La renta media en Paderborn es elevada. En el año 2000, para el distrito al que pertenece, era de 21 531,92 € por habitante y año.
La ciudad presenta una de las mayores concentraciones de centros de alta tecnología en la Unión Europea (UE).
El pionero de los ordenadores Heinz Nixdorf radicó aquí en 1968 la administración central de su empresa Nixdorf Computer, y desde entonces la ciudad se ha convertido en una importante plaza para empresas informáticas de todo el mundo.
- Aeropuerto: La Ciudad de Paderborn comparte con su vecina localidad de Lippstadt el "Flughafen Paderborn Lippstadt", en español "Aeropuerto de Paderborn-Lippstadt", que se encuentra a unos 18 kilómetros del centro de Paderborn, y ofrece vuelos regionales que permiten llegar a esta ciudad de la mejor manera. A la llegada, se puede ver una pequeña reseña de sus principales logros tecnológicos, como actualmente lo conforman Wincor Nixdorf GmbH y Hella Gmbh.

## Monumentos y lugares de interés

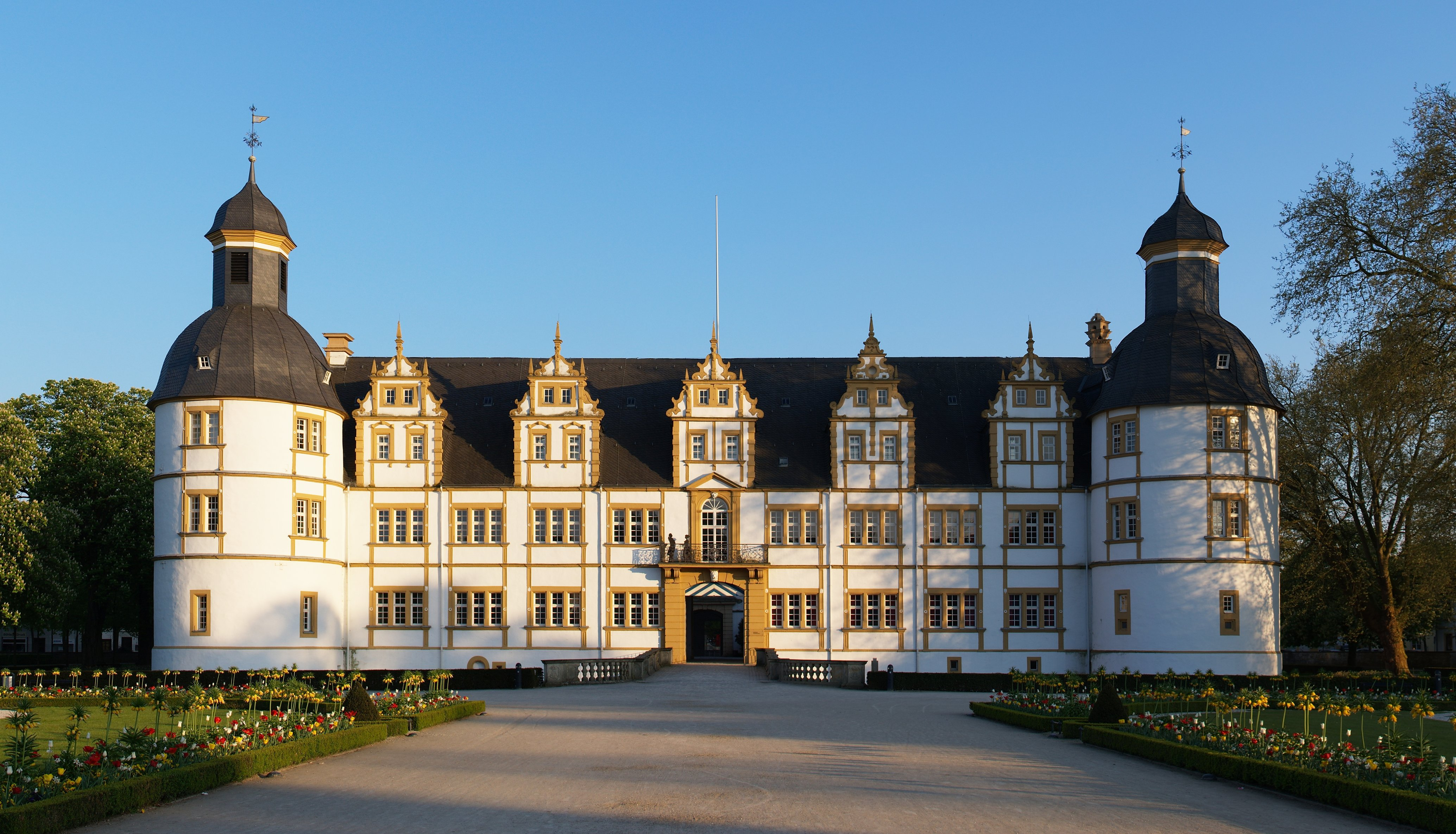
Castillo de Neuhaus, antigua residencia de los príncipes-obispos.

- Museo de Heinz Nixdorf: Cuenta la historia de la técnica de la información desde la escritura cuneiforme hasta la primera máquina de escribir. También es el mayor museo sobre computadoras del mundo.

## Educación
Tiene una importante universidad. Un 8 % de los habitantes de la ciudad son estudiantes.
Además, cuenta con una antigua Facultad de Teología.

## Miscelánea
La ciudad es escenario de las últimas misiones del Juego Return to Castle Wolfenstein. Ambientado en 1943, el entonces pueblo es el lugar en el cual el comando de la OSS (Office of Strategic Services) William Joseph "B.J." Blazkowicz tiene como objetivo eliminar a cinco oficiales de la División Paranormal de las SS.

## Hermanamientos
Paderborn está hermanada con:  
- Belleville (Illinois) desde 1990,
- Pamplona (España) desde 1992,
- Przemyśl (Polonia) desde 1993 y
- Debrecen (Hungría) desde 1994

## Deportes
El club de fútbol de la ciudad, SC Paderborn, participa en la 2. Bundesliga, la segunda división del fútbol alemán. Su estadio es el Benteler-Arena con una capacidad para 15 000 espectadores.